# Fiona Pennie
Fiona Pennie, née  à Glasgow en Écosse le 9 novembre 1982, est une kayakiste britannique.

## Palmarès

### Championnats du monde
- 2019 à La Seu d'Urgell
  -  Médaille d'or en K1 par équipe
- 2018 à Rio de Janeiro
  -  Médaille de bronze en K1 par équipe
- 2015 à Londres
  -  Médaille d'argent en K-1 par équipe
- 2014 à Deep Creek Lake
  -  Médaille d'argent en K-1
- 2007 à Foz do Iguaçu
  -  Médaille de bronze en K-1 par équipe
- 2006 à Prague
  -  Médaille d'argent en K-1

### Championnats d'Europe
- 2021 à Ivrée
  -  Médaille d'or en K-1 par équipe
- 2018 à Prague
  -  Médaille de bronze en K-1
- 2016 à Liptovský Mikuláš
  -  Médaille d'or en K-1 par équipe
- 2013 à Cracovie
  -  Médaille d'or en K-1
  -  Médaille d'argent en K-1 par équipe
- 2012 à Augsbourg
  -  Médaille de bronze en K-1
- 2008 à Cracovie
  -  Médaille de bronze en K-1 par équipe
- 2007 à Liptovský Mikuláš
  -  Médaille de bronze en K-1 par équipe